# Aridocoltura

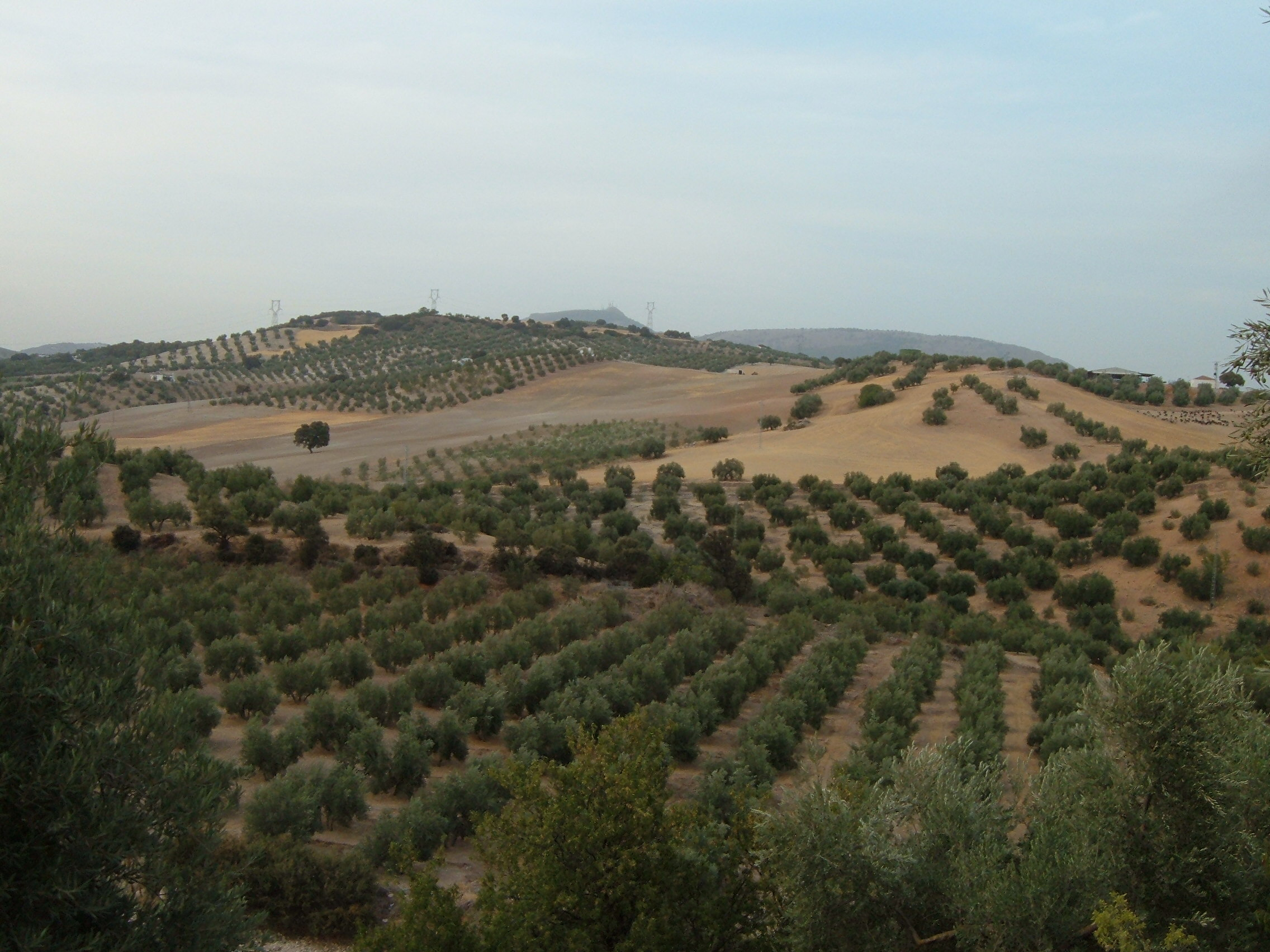
Oliveti in aridocoltura sulle colline spagnole

L'aridocoltura, in agricoltura, è l'insieme degli accorgimenti volti a consentire la coltivazione in ambiente arido, cioè in assenza di irrigazione ed in presenza di precipitazioni minime.
Il termine è comunemente adoperato per indicare anche tutte quelle tecniche di coltivazione che portano ad un risparmio idrico. In generale la pratica dell'aridocoltura si basa in un'adeguata scelta dell'ordinamento produttivo e nel ricorso alle lavorazioni del terreno allo scopo di ottimizzare lo sfruttamento degli apporti idrici naturali.

## Avvicendamenti colturali
Le rotazioni colturali si basano sulla coltivazione di specie che hanno bassi consumi idrici. In zone a clima caldo-arido, come ad esempio in ambiente mediterraneo, la scelta privilegia le colture che svolgono gran parte del loro ciclo (o le fasi più critiche) nel periodo autunno-primaverile per sfruttare gli apporti naturali delle piogge e le riserve accumulate nel terreno.
Nella generalità dei casi si escludono le colture a ciclo primaverile-estivo. Tuttavia condizioni ambientali particolari (es. in  terreni freschi e profondi) possono permettere anche l'attuazione di coltivazioni a ciclo primaverile-estivo ricorrendo ad adeguati accorgimenti.
La scelta della specie o della varietà e della tecnica colturale è fondamentale per ottenere il massimo risultato dall'aridocoltura. Ad esempio, per limitare i danni della siccità primaverile si possono scegliere varietà di grano duro a taglia bassa e concimazioni azotate moderate per limitare il rigoglio vegetativo.
In passato si proponeva, fra le tecniche di aridocoltura, l'inserimento del maggese in una rotazione colturale: il maggese eserciterebbe un'azione di contenimento dello sviluppo di piante infestanti perenni e favorirebbe l'invaso dell'acqua nel terreno. Questa pratica porta in realtà a limitati benefici in ambienti a clima caldo-arido (come quelli mediterranei) e nello stesso tempo un costo dovuto al mancato reddito derivante dal riposo.

## Lavorazioni del terreno
Le lavorazioni possono agire in due direzioni. Da un lato incrementando la porosità del terreno e aumentandone la capacità d'invaso. Da un altro possono rimuovere o contenere le cause che comportano un maggior consumo delle riserve idriche del terreno.
Le lavorazioni profonde aumentano la capacità d'invaso del terreno: in alternativa le acque in eccesso tendono a defluire o a ristagnare in superficie, con conseguenti perdite per ruscellamento o per evaporazione. A tale scopo si presta in particolare l'aratura profonda eseguita prima delle piogge. In questo modo si aumenta la permeabilità del terreno e la porosità totale. Le lavorazioni profonde in regime di aridocoltura possono essere utili nei terreni declivi, dove l'acqua piovana tende facilmente a defluire in superficie prima d'infiltrarsi nel terreno. In questi casi però si deve valutare l'impatto ambientale della lavorazione in riferimento al rischio dell'erosione.
L'aratura profonda ha anche il pregio di avere nel tempo un effetto rinettante sulle piante infestanti: questo tipo di lavorazione porta i semi delle infestanti a profondità tali da impedirne la germinazione e, nel tempo stesso, porta in superficie organi di riproduzione vegetativa (bulbi, rizomi) che saranno devitalizzati dall'esposizione al sole.
L'altra lavorazione che svolge un ruolo fondamentale nell'aridocoltura è la sarchiatura. Con questa tecnica le piante infestanti vengono rimosse impedendo che entrino in competizione con la specie coltivata nell'assorbimento dell'acqua.
La sarchiatura ha però anche un effetto positivo nel limitare le perdite d'acqua direttamente nel terreno. Il terreno gestito in regime di aridocoltura ha lo strato superficiale asciutto, ma se è ricco di micropori (terreni argillosi e terreni limosi) si ha una risalita dell'acqua per capillarità dagli strati profondi. La sarchiatura rimuove gli strati più superficiali rompendo il sistema dei micropori e creando una leggera zollosità che ha un effetto pacciamante. Un terreno appena sarchiato si disidrata velocemente, ma solo nello strato superficiale, mantenendo l'umidità negli strati sottostanti.
In definitiva la sarchiatura riduce le perdite per evapotraspirazione limitando lo spreco delle riserve da parte delle infestanti ed interrompendo la risalita capillare dell'acqua e la successiva evaporazione.

## Relazione tra aridocoltura e tipo di terreno
L'aridocoltura offre i migliori risultati sui terreni argillosi, in grado d'invasare e conservare grandi quantitativi d'acqua. Un terreno argilloso è in grado di invasare una riserva utile dell'ordine di 1000–1500 m3/ha in uno strato di 50 cm di profondità. Con un'evapotraspirazione giornaliera media di 5 mm questa riserva si esaurisce in 20-30 giorni solo per effetto dell'evapotraspirazione.
I terreni sciolti, al contrario, sono poco adatti all'aridocoltura: l'elevata macroporosità di un terreno sabbioso permette di invasare cospicui quantitativi d'acqua, che in gran parte si perdono in poche ore con la percolazione profonda. Le riserve che si accumulano stabilmente sono di modesta entità e si perdono in pochi giorni per effetto dell'evapotraspirazione. È tuttavia possibile effettuare l'aridocoltura in terreni sciolti con specie agrarie dotate di notevole resistenza alla siccità e in grado comunque di dare una produzione minima.

## Altri accorgimenti
Tutti gli interventi tecnici volti a contenere l'intensità di evapotraspirazione possono rientrare nella pratica dell'aridocoltura. Fra questi i più efficaci sono la pacciamatura, che riduce notevolmente le perdite per evaporazione, e l'allestimento di  frangiventi che proteggono le colture dai venti caldi e asciutti. Tuttavia questi apprestamenti protettivi hanno un costo non indifferente e difficilmente si può giustificare, dal punto di vista economico, la loro adozione in sistemi estensivi in cui si pratica l'aridocoltura.

## Coltivazioni erbacee in regime di aridocoltura
Le coltivazioni erbacee sfruttano in generale l'effetto delle lavorazioni profonde e, quando è possibile, della sarchiatura, tuttavia è fondamentale la scelta di adeguati ordinamenti produttivi.
In cerealicoltura si preferiscono i cereali autunno-vernini (grano, orzo, avena) a quelli estivi (mais, sorgo). Fra i cereali autunno-vernini si preferiscono l'orzo e il grano duro rispetto al grano tenero, a causa dell'elevata taglia di quest'ultimo. Dove le condizioni pedoclimatiche lo permettono è possibile (ad esempio nell'Italia centrale) anche la coltivazione del sorgo, specie più resistente del mais.
In foraggicoltura sono da escludere i prati stabili e i prati permanenti, sostituiti dagli erbai autunno-primaverili. Specie molto adatte a questo scopo sono il trifoglio incarnato e il trifoglio alessandrino, da utilizzare con il pascolamento, oppure gli erbai a veccia e avena, da utilizzare per lo sfalcio. Sui terreni calcarei dell'Italia meridionale e Italia insulare è un'essenza interessante anche la sulla.
Fra le oleaginose si preferiscono quelle a ciclo autunno-primaverile (colza) o a semina primaverile precoce (girasole), mentre vanno escluse quelle a semina primaverile tardiva (soia e cotone).
Fra le leguminose da granella i migliori risultati si ottengono con il cece, la fava, la lenticchia, meno adatto è il pisello, mentre è da escludere in genere il fagiolo.
L'orticoltura in asciutto è praticabile in genere con cicli autunno-primaverili o primaverili precoci. Le scelte possono ricadere sulla patata primaticcia, la cipolla, l'aglio, lo spinacio, la lattuga, ecc. mentre in genere le condizioni sono più sfavorevoli per le solanacee e le cucurbitacee. Su terreni freschi e profondi anche nell'Italia meridionale è possibile praticare colture ortive in asciutto a ciclo primaverile estivo. Ad esempio, il melone in asciutto è rinomato per le produzioni di ottima qualità delle varietà inodorus. In condizioni pedoclimatiche favorevoli è possibile coltivare in asciutto anche il pomodoro e la melanzana.

## Coltivazioni arboree in regime di aridocoltura
Le specie tradizionalmente coltivate in regime di aridocoltura sono la vite e l'olivo e alcuni fruttiferi minori (fico, fico d'India, ecc.).
Alcuni vitigni sono in grado di offrire uve di elevata qualità nelle condizioni pedoclimatiche più difficili, come ad esempio il Cannonau su suoli sabbiosi o il Malvasia di Bosa su tufi trachitici. In genere la vite in asciutto, negli ambienti più aridi, è coltivata ad alberello ma sono frequenti anche altri sistemi d'allevamento, in condizioni più favorevoli, come il Guyot o il cordone speronato.
L'olivo può essere considerato la specie da aridocoltura per eccellenza, in grado di offrire produzioni in asciutto anche su terreni calcarei di collina di scarsa potenza e con roccia affiorante, oppure su suoli salini in prossimità dei litorali. L'irrigazione dell'olivo è indispensabile solo nelle aree più aride del Nord Africa, mentre nelle altre regioni del suo areale di coltivazione si è trasformato in coltura irrigua solo dopo l'introduzione dell'olivicoltura intensiva.
Fra le specie minori adatte per un regime in aridocoltura si possono citare il mandorlo, il fico, il fico d'India, il pistacchio, il corbezzolo, alcune cultivar di kaki, il giuggiolo, ecc...
In generale l'arboricoltura in regime di aridocoltura si avvale di lavorazioni mediamente profonde (20–25 cm), eseguite a fine inverno prima delle piogge primaverili, da ripetersi più volte nel corso della stagione per evitare lo sviluppo delle infestanti.